# La Famille Washington
La Famille Washington est un portrait de groupe grandeur nature de la famille Washington peint par Edward Savage dans les années 1790, comprenant le président américain George Washington, la première dame Martha Washington, deux de ses petits-enfants et un domestique noir, très probablement un esclave dont l'identité n'est pas documentée,. La peinture à l'huile sur toile est conservée à la National Gallery of Art de Washington, DC.

## Histoire

Lithographie en couleur de la Bibliothèque du Congrès, entre 1835 et 1856.

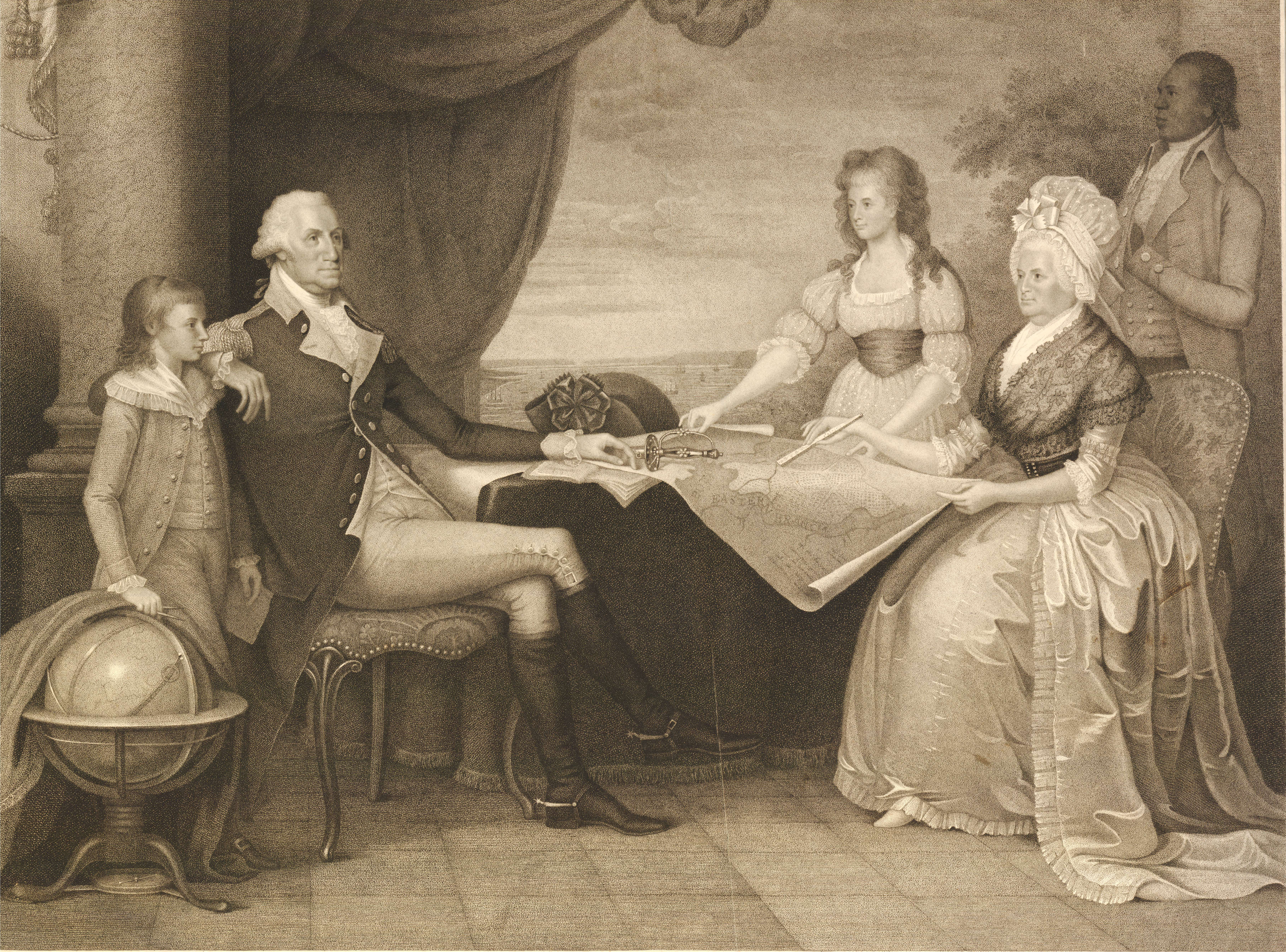
Edward Savage, La famille Washington, gravure au pointillé, 1798, British Museum, Londres.

S'appuyant sur des études réalisées au début de la présidence de George Washington, Savage commence à travailler sur le tableau à New York entre 1789 et 1790, et l'achève plus tard à Philadelphie entre 1795 et 1796. Il produit des estampes sont produites en masse à partir de 1798, repris par John Sartain en 1840. La Bibliothèque du Congrès possède dans ses collections une copie d'une gravure en couleur que Savage et Robert Wilkinson publient à Londres en 1798.
Le portrait est célèbre au XIXe siècle. Washington lui-même commande quatre tirages de la gravure de Savage, dont un pour la salle à manger familiale à Mount Vernon,,.

## Description et analyse
La direction nord vers la gauche vers laquelle pointe une boussole magnétique sur la base d'un globe terrestre et les détails topographiques de la vue indiquent que la famille se trouve sur la rive ouest du fleuve Potomac, à Mount Vernon, installée dans un rendu idéalisé du portique que Washington a conçu pour la maison. On y voit le petit-fils de Martha, George Washington Parke Custis (appelé « Wash » ou « Washy »), George Washington, la petite-fille de Martha, Eleanor Parke Custis (appelée « Nelly »), Martha et un domestique noir d'identité incertaine (peut-être l'esclave Christopher Sheels, William (Billy) Lee ou Austin),,.
Avec un plan de Pierre Charles L'Enfant de la future ville de Washington devant elle, Martha Washington, selon le catalogue de Savage, « pointe avec son éventail vers la grande avenue »,. Certaines descriptions du tableau précisent que la « grande avenue » est Pennsylvania Avenue,. La « grande avenue », la plus large et la plus importante que le plan de la ville renseigne, est en fait devenue le National Mall,,.
Tenant un compas, la main droite du jeune George repose près du sommet du globe, qui manque de repères géographiques. Une description du musée interprète cette partie de la scène comme représentant les espoirs américains d'une importance mondiale croissante.
Un chercheur[Qui ?] a découvert que la perspective du tableau s'arrête au cœur de George Washington.

## Postérité
Une peinture à l'huile de Peter Waddell intitulée A Vision Unfolds est présentée pour la première fois en 2005 dans le cadre d'une exposition sur la franc-maçonnerie organisée par The Octagon House à Washington, DC. Le tableau est à nouveau exposé en 2007, 2009, 2010 et 2011, d'abord au Joslyn Art Museum à Omaha (Nebraska), puis au National Heritage Museum à Lexington (Massachusetts) et au Scottish Rite Center du district de Columbia à Washington. Contenant des éléments présents dans The Washington Family, la peinture d'histoire de Waddell représente une réunion qui se déroule dans une tente d'arpentage élaborée. Dans la scène imaginaire, l'astronome-géomètre afro-américain Benjamin Banneker présente une carte du territoire de Columbia au président Washington et au géomètre Andrew Ellicott,.